# Trichonius picticollis
Espèce
Trichonius picticollis est une espèce de coléoptères de la famille des Cerambycidae. Elle a été décrite par Henry Walter Bates en 1864.